# Phil Coulter
Phil Coulter, né le 19 février 1942 à Londonderry en Irlande du Nord, est un compositeur, un pianiste et un producteur de musique irlandais.

## Biographie
Avec son ami de production Bill Martin, Phil Coulter a réussi à se faire une place parmi les tubes des années 1960 et 70, comme la chanson « Puppet on a string », gagnante de l’Eurovision en 1967, avec Sandie Shaw. En 1980, il démontre sa performance à travers ses propres instruments. Il a continué à grimper les échelons et fut connu en Irlande et mondialement.
Il est l'auteur de l'Ireland's Call, l'hymne national qui est joué lors des rencontres de rugby.
Un de ses morceaux les plus connus, The Town I Loved So Well, raconte la vie qu'il a mené dans la ville de son enfance. La pièce That Damned Barbed Wire relate les troubles de son enfance. Une autre de ses compositions, Scorn Not His Simplicity, démontre la tolérance et la compréhension qu'il éprouve pour son fils qui souffre de trisomie 21.
À partir de 2007, il compose certaines des chansons chantées par George Donaldson, Ryan Kelly, Keith Harkin, Paul Byron et Damian McGinty du groupe irlandais Celtic thunder qui s'est notamment produit devant Barack Obama à l'occasion de la Saint Patrick 2009.
Au cours de sa carrière, il a travaillé avec des chanteurs tels que Van Morrison, Jerry Lee Lewis and Tom Jones. 